# Jerusalem, Ohio
Jerusalem là một làng thuộc quận Monroe, tiểu bang Ohio, Hoa Kỳ. Năm 2010, dân số của làng này là 161 người.

## Dân số
- Dân số năm 2000: 152 người.
- Dân số năm 2010: 161 người.